# اروینگ لیتون
اروینگ لیتون (انگلیسی: Irving Layton; ۱۲ مارس ۱۹۱۲ – ۴ ژانویهٔ ۲۰۰۶) شاعر اهل کانادا بود. لیتون اصالتاً از یهودیان رومانی بود که در کودکی به همراه خانواده به کانادا مهاجرت کرد. وی در سال ۱۹۷۶ برنده نشان افسری کانادا شد.